# Seznam narodnih parkov Madžarske
| Fotografija | Ime                             | Razglašen         | Površina    | Bližnji kraj            | Lega                                                                                      | Simbol                                          |
| ----------- | ------------------------------- | ----------------- | ----------- | ----------------------- | ----------------------------------------------------------------------------------------- | ----------------------------------------------- |
|             | Narodni park Hortobágy—Puszta   | 1973 (1. januar)  | 809.572 km² | Debrecen                | Seznam narodnih parkov Madžarske se nahaja v Madžarska · Seznam narodnih parkov Madžarske | Navadni žerjav                                  |
|             | Narodni park Kiskunság          | 1975 (1. januar)  | 506,4 km²   | Kecskemét               | Seznam narodnih parkov Madžarske se nahaja v Madžarska · Seznam narodnih parkov Madžarske | Peščena sipina                                  |
|             | Narodni park Bükk               | 1977 (1. januar)  | 422,8 km²   | Eger (Felnémet)         | Seznam narodnih parkov Madžarske se nahaja v Madžarska · Seznam narodnih parkov Madžarske | brezstebelna kompava (Carlina acaulis)          |
|             | Narodni park Aggtelek           | 1985 (1. januar)  | 201,8 km²   | Jósvafő                 | Seznam narodnih parkov Madžarske se nahaja v Madžarska · Seznam narodnih parkov Madžarske | navadni močerad                                 |
|             | Narodni park Fertő-Hanság       | 1991 (1. januar)  | 238,9 km²   | Sarród                  | Seznam narodnih parkov Madžarske se nahaja v Madžarska · Seznam narodnih parkov Madžarske | velika bela čaplja                              |
|             | Narodni park Donava-Drava       | 1996 (1. januar)  | 497,5 km²   | Pécs                    | Seznam narodnih parkov Madžarske se nahaja v Madžarska · Seznam narodnih parkov Madžarske | rastlinstvo, Donava in Drava                    |
|             | Narodni park Körös-Maros        | 1997 (16. januar) | 512,5 km²   | Szarvas                 | Seznam narodnih parkov Madžarske se nahaja v Madžarska · Seznam narodnih parkov Madžarske | Velika droplja                                  |
|             | Narodni park Balatonsko višavje | 1997              | 570,2 km²   | Csopak                  | Seznam narodnih parkov Madžarske se nahaja v Madžarska · Seznam narodnih parkov Madžarske | moknati jeglič in voda                          |
|             | Narodni park Donava-Ipoly       | 1997              | 606,8 km²   | Budimpešta in Esztergom | Seznam narodnih parkov Madžarske se nahaja v Madžarska · Seznam narodnih parkov Madžarske | alpski kozliček                                 |
|             | Narodni park Őrség              | 2002              | 440,5 km²   | Őriszentpéter           | Seznam narodnih parkov Madžarske se nahaja v Madžarska · Seznam narodnih parkov Madžarske | divji petelin in dišeči volčin (Daphne cneorum) |